# Maurizio Cheli
Maurizio Cheli (Modena, 4 mei 1959) is een Italiaans voormalig ruimtevaarder van de ESA. Cheli maakte deel uit van ruimtevlucht STS-75 op 22 februari 1996. Tijdens de missie werden experimenten uitgevoerd met het Tethered Satellite System (TSS-1R).
Cheli maakte deel uit van NASA Astronaut Group 14. Deze groep van 24 ruimtevaarders begon hun training in 1992 en had als bijnaam The Hogs.
In 1996 ging Cheli als astronaut met pensioen en begon hij als testpiloot bij Alenia Aeronautica. Daar testte hij onder andere de Eurofighter Typhoon. Hij is getrouwd met ruimtevaarder Marianne Merchez.